# François Joseph Tronville
Pour les articles homonymes, voir Tronville (homonymie).
François Joseph Tronville, ou Louis François Joseph Trouville, né le 5 mars 1817 à Bar-le-Duc et mort le 4 février 1878 à Paris, est un peintre français.

## Biographie
François Joseph Tronville nait le 5 mars 1817 à Bar-le-Duc, fils de Louis Tronville et Félicité Drône. Il est élève et ami d'Eugène Lepoittevin qui sera son témoin de mariage avec Louise Sophie Huber (1819-1905), marchande de modes, le 17 juin 1848.
Il expose au Salon de 1836 à 1870.
Il meurt le 4 février 1878 à Paris à son dernier domicile, 43 rue de Miromesnil.

### Domiciles parisiens
- 30 rue de l'Arcade (1841)
- 56 rue de l'Arcade (1848)
- 420 rue Saint-Honoré (1849)
- 43 rue de Miromesnil

## Œuvres dans les collections publiques
- Bar-le-Duc, Musée barrois :
  - Entrée du port de Saint-Valéry-sur-Somme, 1841[5],[6]
  - Jésus et Saint Pierre (ou Jésus-Christ apaisant la tempête), 1841[7]
- Caen, Archives départementales du Calvados : Deux pêcheurs devant le phare d'Honfleur[8]
- Clamecy, Musée d'Art et d'Histoire Romain Rolland : Naufrage, 1876[9]
- Fécamp, Musée des Pêcheries : Bois-Rosé et ses soldats escaladant la falaise pour surprendre le château de Fécamp, 1839[10]
- La Rochelle, Musée des Beaux-Arts : Effet d'hiver, paysage hollandais, 1859[11]
- Rouen, Musée des Beaux-Arts : Défense des côtes de Normandie lors de l'arrivée de la croisière anglaise, en 1793, 1838[12]

## Œuvres exposées aux Salons parisiens
- Vue prise à Senlisse, près Chevreuse, au Salon de 1836
- Vue prise aux environs de Caen, au Salon de 1836
- Pilotes de Saint-Vaast-la-Hougue, allant au secours d'un brick anglais en dérive, au Salon de 1837
- Chasse aux mouettes, au Salon de 1838
- Contrebandiers débarquant dans les falaises, au Salon de 1838
- Défense des côtes de Normandie lors de l'arrivée de la croisière anglaise, en 1793, au Salon de 1838
- Incendie en mer, au Salon de 1839
- Paysans bretons surpris par une marée montante, au Salon de 1839
- Un hiver ; effet du matin, au Salon de 1839
- Bois-Rosé et ses soldats escaladant la falaise, pour surprendre le château de Fécamp (France Maritime), au Salon de 1840
- Jésus-Christ apaisant la tempête, au Salon de 1841[13]
- Scène de contrebandiers, au Salon de 1842[14]
- Épisode de l'évasion de la Vieille-Castille (16 mai 1810), au Salon de 1844[15]
- Pêcheurs bretons hâlant un bateau à terre, au Salon de 1844[15]
- Vue de l'entrée du port de Saint-Valery-sur-Somme, au Salon de 1844[15]
- François de Lorraine, duc de Guise, dirigeant la défense de la cité de Metz, assiégée par l'empereur Charles-Quint (décembre 1552), au Salon de 1845[16]
- Scène de sauvetage sur les côtes de Bretagne, au Salon de 1845[16]
- Pâtres des Landes de Gascogne, au Salon de 1846
- Souvenir des bords de la mer, au Salon de 1846
- Épisodes de la vie d'un navire, au Salon de 1847
- Le bon jardinier, au Salon de 1847
- Van de Velde étudiant la marine, au Salon de 1847
- L'inondation, au Salon de 1848[17]
- L'union fait la force, au Salon de 1848[17]
- Missionnaires visitant une famille indienne (Amérique du Nord), au Salon de 1848[17]
- Pêcheur de Cayeux (côtes de Picardie), au Salon de 1848[17]
- Pirates grecs mettant leurs embarcations à la mer, au Salon de 1848[17]
- Attaque d'un vigwam ; épisodes des guerres du Canada, au Salon de 1849[18]
- Le déjeuner partagé, au Salon de 1849[18]
- Retour d'une promenade en mer, au Salon de 1849[18]
- Embarquement d'une famille d'émigrés, au Salon de 1850[19]
- Pêcheur ; souvenir des côtes de Normandie, au Salon de 1852[20]
- Scène de contrebandiers ; marine, au Salon de 1855
- Sauvetage de naufragés après une tempête, au Salon de 1857[21]
- Effet d'hiver en Hollande, au Salon de 1859[22]
- Pêcheurs d'Étretat mettant un bateau à la mer, au Salon de 1865[23]
- Les naufragés, au Salon de 1866
- Scène d'inondation, au Salon de 1868[24]
- Canot de pêcheurs en dérive dans les brisans, au Salon de 1870

## Autres expositions
- 1841 : Plage des bains au Tréport ; Entrée du port de Saint-Valery-sur-Somme[25]
- 1860 : Amiens, Vue des falaises d'Étretat[26]
- 1860 : Lyon, Le peintre d'enseignes ; Souvenir d'Étretat[27]
- 2012 : Calais, Visions romantiques des Côtes de la Manche du Mont St Michel au Pas-de-Calais ; Exposition présentée du 24 mars au 1er juillet 2012